# Buketthirs
Buketthirs (Panicum capillare) är en växtart i familjen gräs. 